# Napoleon Dynamite
Napoleon Dynamite es una película independiente estadounidense del año 2004 escrita por Jared y Jerusha Hess y dirigida por el propio Hess. El filme fue el primer largometraje de Jared Hess y lo adaptó de su cortometraje Peluca. Napoleon Dynamite  se rodó en Preston, Idaho, en el verano de 2003 y se estrenó en el Festival de Cine de Sundance en enero de 2004. En junio de 2004 se distribuyó de forma limitada. Su estreno general fue en agosto. El filme fue una película casera y llegó a ganar 46 138 887 dólares. Desde entonces, la película ha desarrollado un gran seguimiento hasta convertirla en una película de culto y fue votada en el puesto 14 de las 100 películas más divertidas del canal por cable (subscripción) Bravo.

## Argumento
Napoleon Dynamite es un estudiante de secundaria de Preston, Idaho, que vive con su abuela, su hermano Kip, y su llama mascota, Tina. Kip, de 32 años, está actualmente en paro y se jacta de pasar horas en salas de chat de Internet con "chicas" y entrenándose para ser un luchador de jaula. Su abuela lleva una vida secreta que incluye novios misteriosos, y paseos en quad por el desierto. Napoleón se pasa las horas de escuela fantaseando, garabateando ligres y criaturas fantásticas, mientras se enfrenta de mala gana a los variados matones que con frecuencia le atormentan dentro y fuera del colegio (bullying). Para parecer más interesante y peligroso de lo que es, Napoleón inventa constantemente fantásticas historias sobre sí mismo y asume una actitud hosca y distante.
La abuela de Napoleón se quiebra el coxis en un accidente de quad y, creyendo que no se puede confiar en que sus nietos cuiden de sí mismos, le pide a su tío Rico que cuide de ellos mientras se recupera. Rico, un exatleta de mediana edad que vive en una caravana, aprovecha la oportunidad para hacer equipo con Kip en un proyecto para hacerse rico rápidamente vendiendo todo tipo de artículos puerta a puerta. Kip quiere dinero para visitar a su novia de internet LaFawnduh, mientras que Rico cree que la riqueza le ayudará a superar sus sueños fallidos de ser una estrella de la NFL y la pérdida de su novia.
Napoleón se hace amigo de dos estudiantes en su escuela: Deb, una chica tímida que lleva varios pequeños negocios para financiar su carrera universitaria, y Pedro, un estudiante de intercambio de Ciudad Juárez. Los tres traban rápidamente una estrecha amistad como parias de la escuela. Inspirado por un cartel en el baile de la escuela, Pedro decide postularse para presidente de la clase, enfrentándose contra Summer Wheatley, una chica popular pero arrogante de la escuela.
El proyecto de Rico y Kip causa fricciones con Napoleón, cuando Rico comienza a difundir rumores embarazosos sobre Napoleón, con el fin de generar simpatía en sus clientes. Las tensiones finalmente llegan al límite después de que Rico intente venderle a Deb un "producto para aumentar los senos a base de hierbas", diciendo que era una sugerencia de Napoleón, lo que hace que ella termine su amistad con Napoleón. Al final, el instructor de artes marciales del pueblo le da una paliza a Rico, creyendo erróneamente que Rico está tratando de seducir a su esposa. Kip, por su parte, junta el dinero para que LaFawnduh venga a visitarlo desde Detroit. Ella le da a Kip un cambio de imagen, equipándolo con toda la parafernalia hip hop, y los dos vuelven juntos a Míchigan.
En el día de las elecciones de presidente de la clase, Pedro da un discurso insustancial ante el alumnado. Sintiendo que su amigo está en problemas, Napoleón convence al ingeniero de sonido para que reproduzca una cinta que le había dado la visitante LaFawnduh. Napoleón salta al escenario, donde ejecuta un elaborado número de danza al ritmo de "Canned Heat" de Jamiroquai. El número recibe una ovación en pie de todo el mundo menos de Summer y su novio. La película termina con final feliz para los personajes principales: Pedro es elegido presidente de la clase, Rico se reencuentra con su exnovia, la abuela regresa del hospital, y Napoleón y Deb se reconcilian y se van a jugar al tetherball.
En una escena tras los créditos, Kip y LaFawnduh se casan en una ceremonia al aire libre en Preston. Napoleón, que había estado ausente durante la ceremonia, se presenta a caballo, alegando que se trata de un "semental salvaje de luna de miel" que ha domesticado él mismo. Después de que Deb fotografíe a Napoleón a caballo, Kip y LaFawnduh se alejan cabalgando hacia el ocaso.

## Reparto
- Jon Heder como Napoleon Dynamite.
- Efren Ramírez como Pedro Sánchez.
- Tina Majorino como Deb Bradshaw.
- Aaron Ruell como Kip Dynamite.
- Jon Gries como Rico Dynamite.
- Haylie Duff como Summer Wheatley.
- Emily Tyndall como Trisha Jenner.
- Shondrella Avery como LaFawnduh.
- Sandy Martin como Abuela.
- Diedrich Bader como Rex.

## Antecedentes

### Localización
Preston es una verdadera ciudad en el sureste de Idaho, ubicada cerca de la frontera con Utah. Desde el lanzamiento de Napoleon Dynamite, se ha convertido en una especie de atracción turística, con la escuela de secundaria como atracción principal. Preston celebró un Festival Napoleon Dynamite durante los veranos de 2004 a 2008 para celebrar el rodaje de Napoleon Dynamite en Preston y pueblos cercanos.
En abril de 2005, el parlamento de Idaho aprobó una resolución elogiando a los cineastas por la producción de Napoleon Dynamite, enumerando específicamente los beneficios que la película ha traído a Idaho, así como por retratar diversos aspectos de la cultura y la economía de Idaho.

### Títulos de apertura
La película se hizo originalmente sin títulos de apertura; las audiencias en proyecciones de prueba estaban confundidas acerca de la época en que se situaba la película. Ocho meses después de terminarse la película, la secuencia de títulos fue filmada en el sótano del cinematógrafo. Aaron Ruell, que hizo de Kip, sugirió la idea de la secuencia de título. La secuencia muestra un par de manos colocando y retirando varios objetos sobre la mesa. Los objetos como platos de comida tenían los créditos escritos con condimentos, mientras que otros objetos como una caja de Lemonheads o un tubo de ChapStick tenían los créditos impresos en ellos.

### Origen del nombre
Tras el estreno de la película se cayó en la cuenta de que el nombre de "Napoleon Dynamite" había sido utilizado originalmente por el músico Elvis Costello, de forma más evidente en su álbum de 1986 Blood & Chocolate, aunque había utilizado el seudónimo en la cara B de un sencillo ya en 1982. El Cineasta Jared Hess afirma que no estaba al tanto del uso del nombre por Costello hasta dos días antes del final del rodaje, cuando fue informado por un extra adolescente. Más tarde dijo: «Si hubiera sabido que el nombre había sido utilizado por alguien antes de rodar la película, sin duda se habría cambiado... Yo escucho hip-hop, tío. Es una coincidencia bastante embarazosa». Hess afirma que "Napoleon Dynamite" era el nombre de un hombre que conoció en torno al año 2000 en las calles de la ciudad de Cicero, Illinois, mientras hacía trabajo misionero para la Iglesia de Jesucristo de los Santos de los Últimos Días.
Costello cree que Hess cogió el nombre de él, directa o indirectamente. Costello dijo: «Este tío niega completamente que yo haya creado este nombre... pero lo inventé yo. Puede que alguien le haya dicho este nombre y ahora él cree sinceramente que se le ocurrió por casualidad. Pero son dos palabras que nunca oirás juntas». Costello no ha emprendido acciones legales contra el film.

## Recepción
La película recibió críticas generalmente positivas, Rotten Tomatoes le da a la película una calificación de aprobación "fresco" 72% basado en 175 opiniones. Por otro lado, IMDb la califica con nota 6.9 de 10, con cerca de 202 mil votos de usuarios. La revista Rolling Stone felicitó a la película, diciendo que «Hess y su excelente reparto - Heder es la perfección friki - hacen un hilaridad inexpresiva única. Te vas a reír hasta que duela. Una monada». The Christian Science Monitor llama la película «una refrescante y nueva aproximación al exhausto género de la comedia adolescente», y dijo que la película «puede que no haga reír a carcajadas - es demasiado astuta y sutil para eso - pero te tendrá sonriendo a cada minuto, y con frecuencia una amplia sonrisa hacia sus rarezas encantadoras». Michael Atkinson de The Village Voice la condenó como «una película, que a pesar de todas las indicaciones en sentido contrario, absolutamente a nadie le gusta». En una crítica mixta, el New York Times elogió el desempeño de Heder y «la característica más interesante de la película, que es su terco, determinado y absolutamente chocante individualismo», y criticó la conclusión de la película como «demasiado fácil». El prominente crítico de cine Roger Ebert dio a la película una estrella y media, señalando que sentía que «la película no intenta nada para hacer [a Napoleón] agradable» y que contenía «una especie de estupidez estudiada que a veces se hace pasar por humor». En aquel momento, la revista Entertainment Weekly le dio a la película una C-.
Más tarde, Entertainment Weekly puso a Napoleón en la posición #88 de su lista de 2010 de los 100 mayores personajes de los últimos 20 años, diciendo: «Un marginado de instituto encontró un lugar privilegiado, apelando al zumbado que llevamos dentro». La película figuró en varias listas de fin de año. Rolling Stone la colocó en el número 22 de los 25 mejores DVD de 2004. 
El término "El problema Napoleón Dinamita" se ha utilizado para describir el fenómeno por el cual en el caso de las películas "extravagantes", como Napoleon Dynamite, Lost in Translation, y Extrañas coincidencias (I Heart Huckabees) resulta difícil para los investigadores crear algoritmos capaces de predecir si a un determinado espectador le va a gustar la película basándose en sus calificaciones de películas vistas anteriormente. A pesar de algunas críticas mixtas y un estreno inicial muy limitado, Napoleon Dynamite fue un éxito comercial. Se rodó con un presupuesto estimado de tan sólo 400.000 $, y menos de un año después de su lanzamiento, se habían recaudado 44.940.956 $. También dio lugar a una avalancha de productos, desde imanes de refrigerador a camisetas y disfraces de Halloween. Probablemente, el mayor impulso vino de las camisetas "Vote for Pedro", que coincidieron con la popularidad de lanzador Pedro Martínez en 2004.

## Premios
- Mejor Largometraje en el Festival de las Artes de la Comedia EE. UU. el mismo año. El presupuesto de la película fue de sólo $ 400.000. Cuando los derechos de la película fueron vendidos a un  distribuidor principal, Fox Searchlight Pictures, Fox suministró fondos adicionales para la escena poscréditos.
- En 2005, la película - en sí una producción MTV Películas - ganó tres MTV Movie Awards, por Logro en interpretación masculina, Mejor Interpretación Musical y Mejor Película. La película es el #14 en la  Bravo "100 películas más divertidas".
- Ganó el 2005 oro Tráiler Premios a la Mejor Comedia.
- Ganó el 2005 Premio Golden Satellite a la mejor banda sonora original (John Swihart).
- Cuatro premios en los Teen Choice Awards. Mejor actriz revelación Movie - Mujer de Haylie Duff, Best Dance Scene Película, Mejor Película para berrinche Jon Heder, y Mejor Comedia.
- La película Premio del Jurado 2004 Descubrimiento a la Mejor Película.